# Eriphosoma jacobi
Eriphosoma jacobi là một loài bọ cánh cứng trong họ Cerambycidae.